# Tanypenaeus
Tanypenaeus is een geslacht van kreeftachtigen uit de klasse van de Malacostraca (hogere kreeftachtigen).

## Soort
- Tanypenaeus caribaeus Pérez Farfante, 1972